# Democrat in name only
Democrat in name only  (en français : Démocrate de nom uniquement) est une expression péjorative, fréquemment abrégée en DINO ou Dino (au pluriel DINOs ou Dinos), désignant une personnalité élue sous les couleurs du Parti démocrate mais qui gouverne ou légifère, selon ses détracteurs, comme le ferait un membre du Parti républicain.

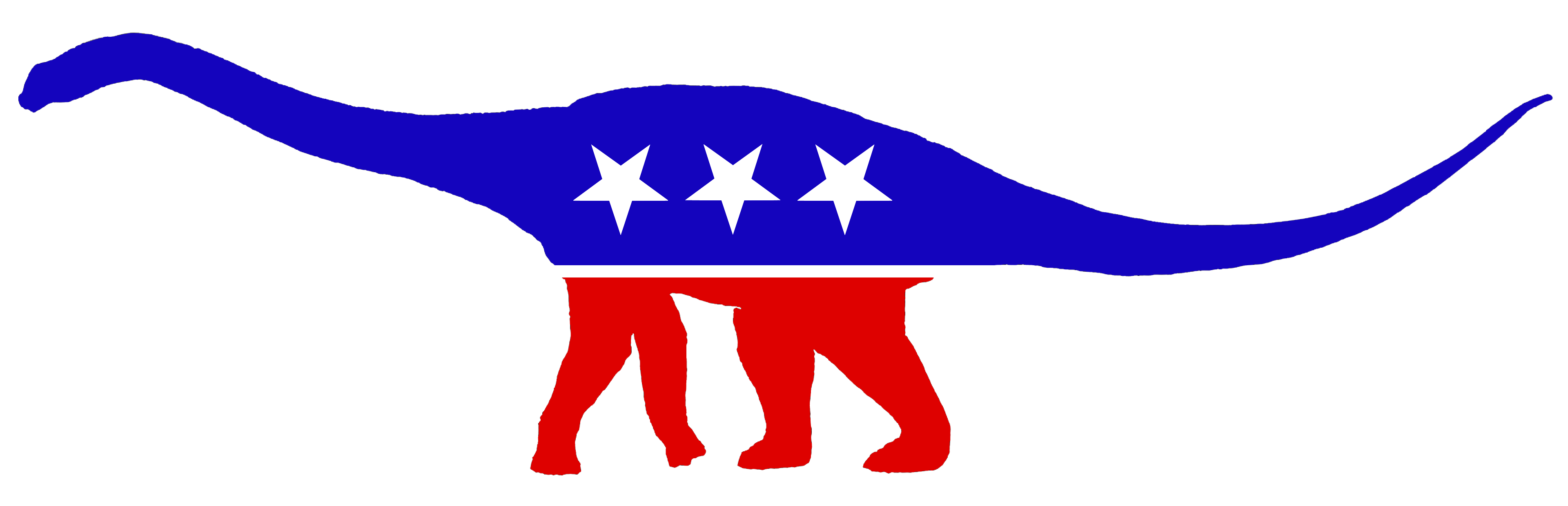
Logo parodique des DINOs (Democrat in name only).

Par le passé, l'expression Blue Dog Democrat (en référence à la coalition du même nom) était encore plus utilisée.

## Origine de l'expression
Alors qu'aujourd'hui cette expression sert surtout à qualifier des membres de l'aile droite du Parti démocrate, elle fut à l'origine inventée pour désigner les personnalités qui étaient jugées trop à gauche pour en faire partie. Ainsi, on trouve sa première occurrence sous la plume d'un certain Alven B. Goodbar, un riche membre du Comité national démocrate à qui l'on demandait de faire un don à William Jennings Bryan en vue de l'élection présidentielle américaine de 1908 :  I do not recognize Mr Bryan as a democrat or as a true expounder of democratic doctrines and principles. He is a democrat in name only, while in fact he was originally a populist and by process of evolution has become a socialist. (« Je ne considère pas Monsieur Bryan comme un démocrate ou comme un véritable défenseur des doctrines et des principes démocratiques. Il est un démocrate de nom seulement, alors qu’en fait il était au départ un populiste et par processus d’évolution est devenu un socialiste »).

## DINO supposé
- Joseph Lieberman, ancien sénateur du Connecticut, colistier d'Al Gore à l'élection présidentielle américaine de 2000, critique envers Bill Clinton lors de l'affaire Lewinsky et soutien de la politique étrangère de l'administration de George W. Bush ; il apporte son soutien à John McCain lors des primaires et de l'élection générale de 2008 et critique le candidat démocrate Barack Obama[4].